# East Raynham
East Raynham är en ort i Raynham, North Norfolk, Storbritannien. Den ligger i grevskapet Norfolk och riksdelen England, i den sydöstra delen av landet, 160 km norr om huvudstaden London. East Raynham ligger 67 meter över havet och antalet invånare är 257. East Raynham var en civil parish fram till 1935 när blev den en del av Raynham. Civil parish hade 130 invånare år 1931.
Terrängen runt East Raynham är platt. Runt East Raynham är det ganska tätbefolkat, med 96 invånare per kvadratkilometer. Närmaste större samhälle är East Dereham, 15,2 km sydost om East Raynham. Trakten runt East Raynham består till största delen av jordbruksmark.